# Mikko Kavén
Mikko Kavén (født 19. februar 1975 i Lahti, Finland) er en finsk tidligere fodboldspiller (målmand). Han spillede 15 kampe for det finske landshold, og var udlandsprofessionel i både Skotland og Norge.

## Titler
Veikkausliiga
- 1997 med HJK Helsinki
- 2001, 2006 og 2007 med Tampere United

Finsk pokal
- 1998 med HJK Helsinki
- 2007 med Tampere United